# Acinopterus brunneus
Acinopterus brunneus är en insektsart som beskrevs av Ball 1903. Acinopterus brunneus ingår i släktet Acinopterus och familjen dvärgstritar. Inga underarter finns listade i Catalogue of Life.